# 動物衛生研究所
動物衛生研究所（どうぶつえいせいけんきゅうじょ、National Institute of Animal Health = NIAH）は、獣医学の産業動物分野の研究開発・研修・鑑定などを行う日本の公設研究機関。
略称：動衛研（どうえいけん）。かつては農林水産省家畜衛生試験場という名称であったが、現在は、研究所の名称は廃され国立研究開発法人農研機構の一部門となっている。

## 沿革
- 1891年（明治24年）- 農商務省農務局仮試験場（東京府北豊島郡滝野川村西ケ原・現在の滝野川公園）に置かれた獣疫研究室を前身とする。官制上は農務局畜産課に属していたが、1910年（明治43年）農務局獣疫調査所に昇格。
- 1921年（大正10年）- 獣疫調査所（東京府北豊島郡滝野川町西ケ原・敷地4500坪余）として独立発足
- 1937年（昭和12年）- 東京府北多摩郡小平村（現：小平市）に移転
- 1947年（昭和22年）- 家畜衛生試験場に改称
- 1979年（昭和54年）- 筑波研究学園都市（現在地）に移転
- 2001年（平成13年）- 独立行政法人化に伴い動物衛生研究所に改組
- 2016年（平成28年）- 動物衛生研究部門に変更[1]

## 拠点
- 本所
茨城県つくば市観音台三丁目1番地5
- 海外病研究施設
東京都小平市上水本町六丁目20番1号
- 北海道支所
1940年（昭和15年）開設。北海道札幌市豊平区羊ケ丘4番地
- 九州支所
1938年（昭和13年）開設。鹿児島県鹿児島市中山町2702番地

### 廃止拠点
- 東北支所
1930年（昭和5年）開設・2013年（平成25年）廃止・青森県上北郡七戸町
- 中国支場
1936年（昭和11年）開設・1972年（昭和47年）廃止・兵庫県朝来市
- 北陸支場
1951年（昭和26年）開設・1988年（昭和63年）廃止・新潟県柏崎市
- 赤穂支場
1952年（昭和27年）開設・1956年（昭和31年）廃止
- 鶏病支場
1972年（昭和47年）開設・1993年（平成5年）廃止・岐阜県関市